# 子連れ狼 (若山富三郎版)
『子連れ狼』（こづれおおかみ）は、小池一夫・小島剛夕の漫画『子連れ狼』を原作とする若山富三郎主演の映画シリーズ。同作品の初の映像化作品である。

## 解説
1972年（昭和47年）から1974年（昭和49年）にかけて、勝新太郎の『座頭市シリーズ』などを支えた旧大映京都撮影所のスタッフによる、「勝プロダクション」によって制作され、東宝の配給で6本製作された。若山の実弟・勝新太郎が、プロデューサーとして参加している。勝は4作目で制作から離れ、5作目と6作目は主演の若山自身がプロデュースを務めた。
脚本は5作目まで劇画原作者である小池自身が担当し、中村務が撮影用に手直しして完成稿とした。1作目の『子連れ狼 子を貸し腕貸しつかまつる』の並映作品『座頭市 御用旅』が企画されたのは、大映倒産の前だった。制作中に大映倒産の憂き目に遭った大映京都のスタッフを「勝プロ」が救うことで、本作との2本立て上映が実現した。

## 製作経緯
『子連れ狼』は元々、小池一夫が1964年の勝新太郎主演の『座頭市血笑旅』から発想したもの。小池は主演を勝新太郎か渡哲也にやって欲しくて、最初は渡にオファーしたが、急病で出来なくなった。原作の劇画『子連れ狼』はすでに世に知れたヒット作だった。渡が断り話が浮いてることを知った若山富三郎は原作漫画の大ファンで、「主人公は俺以外にない」と力んでいた。それで「ぜひ主演で映画製作を」と、若山は模造刀を引っさげて作者の小池一夫宅にアポイントなしで突然訪れ、「この役をやらせて欲しい」と頼み込んだ。あまりに急な要請に小池が逡巡していると、若山は「俺が太っているからためらってるんだろう? じゃあこれを見てくれ」と小池宅の庭に降り、刀を左手に持ち替え、目の前でトンボを切り（前方宙返り）、素早く抜刀・納刀をして見せた。その動きを見て感心した小池は「どうぞお願いします」と契約書も何も交わさないままこれを承諾したという。小池は「制作スタッフ」扱いで、撮影現場にも立ち会っている。
これとは別にテレビ局から「『子連れ狼』をテレビ映画の主演でやってもらえないか」と勝新太郎に話が持ち込まれていた。勝も乗り気だったが、勝が兄の若山富三郎に話したところ「あれはどうしてもやりたいんだ。原作者の了解もとってある」と言われ、「それならオレがプロデュースし、兄ちゃんが主演で映画にすればいい」と映画化が決まった。勝プロで権利を買い、勝がプロデューサーになり、若山が主演でやることになった。　
弟とはいえ、東映専属の看板スターの一人である若山が、独立プロ「勝プロダクション」を主宰する勝の映画に、主演するということでまず問題になった。東映は1971年8月に岡田茂が社長が就任して、大手映画会社（当時は事実上3系統）で唯一、「独立プロを主宰するスターの製作映画は、ウチでは配給をしない」と表明し、「ブロック・ブッキングと、スターの専属強化」を打ち出したところだったからである。若山は当時東映で「極道シリーズ」「賞金稼ぎシリーズ」と二つのシリーズものを持っていた。若山が岡田社長に直接頭を下げ、「俳優生活も二十年目になり、全部会社の意のままにやってきました。初めて二十年目でわがままを言わせて下さい」と訴え、岡田としても東映の前身の東横映画が出来た頃は、大映のスタッフを借りて映画を作っていたという大映に対する恩義もあり、瀕死の大映を救うため自主製作映画ということで東映として黙認することにし、若山の貸し出しを認めた。
表向きは大映配給という前提で撮入したが、勝は大映は潰れると読んでいた。また東宝は今でこそ独り勝ちだが当時は経営が危なく、製作部門を分離独立させて「五核」体制に切り替えたところで、勝と藤本真澄東宝副社長が水面下で交渉を進め、両者の利害関係が一致し、本シリーズの配給は東宝に決定した。勝プロと東宝は監督の貸し出しなどでパイプがあり、勝プロと東宝が提携した『座頭市シリーズ』は邦画斜陽の中でヒットを続けていた。藤本から「『子連れ狼』を『座頭市シリーズ』との2本立て興行で、ウチの正月番組（「『日本一のショック男』/『起きて転んでまた起きて』）は一週目で打ち切るからその後に」との提案を受け、更に「勝プロ製作の二本立てを会社として最も重要な時期の正月、ゴールデンウイーク、お盆に配置するから」と年間6本の契約と、「製作費を東宝が無利子で勝プロに出します」と、ヒットするしないに関わらず、勝プロは絶対赤字にならないという破格の条件を提示された。松竹も正月興行での配給を持ちかけていたとされる。
大映京都撮影所で撮影に入ったところで、大映はその日その日の手形に追われ製作費の資金繰りがつかなくなった。この結果、製作者と監督は大映所属で主演は東映。大映京都撮影所のセットをレンタルで使い、撮り上がった映画の配給は東宝を通じて公開するという"五社の垣根"を完全に取り払った1972年の日本映画の在り方を皮肉にも予告する格好になった。
第二作『三途の川の乳母車』は1972年2月、松竹京都撮影所で撮影が始まったが、若山を握っている東映の俊藤浩滋プロデューサーが「若山はウチのスターだから、そうそう外部にばかり出してるとこっちが困る。『子連れ狼 三途の川の乳母車』がアップしたらすぐ引き取って『極道』に使う。『子連れ狼』の三作、四作に貸し出すことは考えてない」と二作目以降は貸さないと待ったがかかった。大映なら話は別だが東宝配給作品に東映が専属俳優を貸す義理がないとクレームを付け、『子連れ狼』は二作で終了と予想された。どのような話し合いが持たれたのかは不明であるが、その後も若山主演で立て続けに全6作がシリーズ制作された。しかしネタ切れもあり、『子連れ狼 地獄へ行くぞ!大五郎』で制作終了となった。

## 影響
若山は1968年3月に公開された『極道』でのニュースタイルのヤクザ像がウケ、「極道シリーズ」を持って東映の看板スターの一人となり、以降「前科者シリーズ」「極悪坊主シリーズ」「賞金稼ぎシリーズ」など多くのシリーズ作を持つ売れっ子になった。1969年当時、東映映画本部長だった岡田茂が時代劇復活の突破口として、勝新太郎の当たり役だった大映「座頭市シリーズ」に対抗するため、石森章太郎（石ノ森章太郎）の漫画『佐武と市捕物控』の映画化権を買い、めくらの市に若山を主演で、佐武に千葉真一か松方弘樹の配役で映画を企画し、若山主演の新シリーズにしようとした。しかしめくらの市が座頭市に似るため、この話を聞きつけた勝新太郎が「冗談じゃない！座頭市はオレの看板番組、多少の違いなど理屈にならない」と腹を立て、東映にクレームを付けた。これが大きく報道されたため、岡田は佐武の方を東映京都撮影所で撮影していた『旅がらすくれないお仙』で人気を博していた大信田礼子に変更し、大信田を金髪にしてお色気を増量させる設定に変更しようとしたが、結局若山が「道義的にやれない」と拒否し製作が中止に追い込まれ岡田の顔が潰れた。若山は自身で企画を東映に提出するようになり、「東映でやってくれないなら、勝プロで作るよ。行く行くは勝新と奥村プロを作るつもりだ」などと東映を牽制するようになった。このような背景があっての本シリーズの成立で、1971年8月に岡田が社長が就任すると当初は黙認したが、若山が東映専属を無視して他社系でシリーズを続けたことで岡田の癇に障り、若山は1972年3月、東映の専属リストから削除された。以降、本シリーズは続いたが、東映からは一年半干された。1973年年頭に岡田が発表した1973年東映ラインナップでも若山出演作は一本もアナウンスされず、その直後に岡田社長と俊藤浩滋プロデューサーの製作方針を巡る対立で、東映のお家騒動が起きた際、若山は岡田側に付いたことで、1973年6月公開の『釜ヶ崎極道』で東映の番線に復帰した。

## 評価
小池は「小島さんの絵があってこそ『子連れ狼』の世界が創られた、また若山さんの映画があったからこそ海外でも非常に評価された。小池・小島・若山のうち一人でも欠けていたら、これほどまでに『子連れ狼』が評価されることはなかっただろう」と語っている。
原作で作画を担当した小島剛夕も、以前から若山の殺陣の技術を評価しており、小池から若山主演での映画化を相談されたときはすぐに賛成したという。この映画が製作・上映された時は、まだ原作が連載中であったため、このシリーズでは主人公・拝一刀と柳生一門との決着はついていない。また、一刀について、演じた若山本人の殺陣の上手さもあり、水鴎流の達人としての一刀を上手く表現していると高く評価されている。

## TVシリーズ化の波紋
ダイナミックなアクション時代劇映画として人気を博し、初公開年で4作が立て続けに制作されるヒットシリーズとなったが、本作に並行して1973年（昭和48年）に萬屋錦之介主演で『テレビドラマ版』（日本テレビ）がスタートする。『子連れ狼』に愛着を持っていた若山は、萬屋主演によるこのテレビ版製作の報を耳にして激怒した。「錦之介と俺と、どっちが拝一刀にふさわしいか真剣で勝負したるわい!」と息巻いたため、弟の勝新太郎が必死になだめたという。
また、配給元の東宝も映画『子連れ狼』シリーズがヒットしていたため、このテレビドラマ化に強く反対、若山自身も自らの当たり役を他人に演じられることが悔しく、映像化権を持っていた勝プロダクション社長・勝新太郎に抗議したが、結局勝は映像化権を売却し、テレビ版の製作が決定した。このため若山・勝兄弟は一時不仲になった。
こういった事情に配慮し、テレビ版の放映権を得た日本テレビは、若山サイドにも時代劇枠を用意した。それが若山主演の『唖侍鬼一法眼』であり、製作にあたって勝も全面的にバックアップをしている。

## 海外興行
アメリカでは『子を貸し腕貸しつかまつる』と『三途の川の乳母車』を1本に編集した『Shogun Assassin』がロジャー・コーマンのニューワールド・ピクチャーズの配給で1980年9月に上映された。制作費は35万ドルで、プロデューサーのデヴィッド・ワイズマンはテレビドラマ『将軍 SHŌGUN』の制作を知ったことから東宝から5万ドルで権利を取得した。全編に大五郎による回想ナレーションが、追加されており、音楽はマーク・リンゼイによるものに差し替えられている。
この映画は高く評価され、各国に輸出された。DVD化はアメリカが日本に先立ち、クェンティン・タランティーノほか、各国の映画人、映画ファンにリスペクトされている。2016年11月8日にクライテリオン・コレクション版が全6作品をボックス発売。
映画は成功したものの、デヴィッド・ワイズマンはロジャー・コーマンから「この映画は赤字だ」と騙され利益を受け取れず、後年にコーマンの著書を読むまで騙されていることを知らなかったと言う。
これでもかと血が吹き出る本シリーズの過激な殺陣は海外映画にも影響を与え、「元祖スプラッター・ムービー」とも呼ばれている。

## あらすじ
幕府お抱えの公儀介錯人の座を巡って、「水鴎流斬馬剣」の使い手である拝一刀に敗れた「柳生新陰流」の頭目・柳生烈堂は策略を用い、拝を謀反人とする濡れ衣を着せ、その座を奪った。しかし拝は烈堂の長子・備前、次子・蔵人との真剣勝負に勝って烈堂から命の保証を得て、一人息子の大五郎を手押し車に乗せ、金500両での刺客請け負いの旅に出る。「冥府魔道」をゆく一刀と大五郎の前に、次々と烈堂の放つ追手が立ちはだかっていく……。

## 出演者
- 拝一刀…若山富三郎
- 拝大五郎…富川晶宏
- 柳生烈堂…伊藤雄之助（1作目）、遠藤辰雄（4作目）、大木実（5作目、6作目）

## タイトル
- 子を貸し腕貸しつかまつる（1972年1月15日） 
  - 監督：三隅研次
  - 脚本：小池一夫
  - その他出演:渡辺文雄、露口茂、真山知子、加藤嘉、内藤武敏、内田朝雄、藤田佳子、関山耕司、伊達三郎、松山照夫
- 三途の川の乳母車（1972年4月22日） 
  - 監督：三隅研次
  - 脚本：小池一夫
  - その他出演:松尾嘉代、鮎川いづみ、三島ゆり子、小林昭二、大木実、新田昌玄、岸田森、江波多寛児、坂口徹
- 死に風に向う乳母車（1972年9月2日） 
  - 監督：三隅研次
  - 脚本：小池一夫
  - その他出演:加藤剛、山形勲、浜木綿子、浜村純、中谷一郎、水島道太郎、名和宏、和崎俊哉、草野大悟、梅津栄、山谷初男、小田部通麿、伊吹新吾、伊達三郎、坂口徹、志賀勝
- 親の心子の心（1972年12月30日） 
  - 監督：斎藤武市
  - 脚本：小池一夫
  - その他出演:山村聡、林与一、東三千、岸田森、内田朝雄、小池朝雄、田中浩、長谷川弘、小田部通麿、伊吹新吾、関山耕司
- 冥府魔道（1973年8月11日） 
  - 監督：三隅研次
  - 脚本：小池一夫、中村努
  - その他出演:安田道代、岡田英次、山内明、大滝秀治、加藤嘉、隅田和世、山城新伍、天津敏、戸浦六宏、須賀不二男、田中浩、石橋蓮司、佐藤友美、潮健児、志賀勝
- 地獄へ行くぞ! 大五郎（1974年4月24日） 
  - 監督：黒田義之
  - 脚本：中村努
  - その他出演:木村功、瞳順子、睦五朗、石橋蓮司、草野大悟、宮口二郎、石山律雄、山吹まゆみ、佐藤京一、曽根晴美、西田良、岩尾正隆

## 主題歌
- 「子連れ狼」（「死に風に向かう乳母車」とも）
  - 作詞：小池一夫
  - 作曲：かまやつひろし
  - 歌：若山富三郎

第3作『死に風に向う乳母車』で登場した。
曲名については、映画公開当時発売されたシングルレコード（『子連れ狼/流れ影』東芝レコード TP-2689）では「子連れ狼」と表記されている。
しとしとぴっちゃんの歌詞で始まる橋幸夫の「子連れ狼」とは異曲。

## 参考資料
- 『子連れ狼 かくも格調高きプログラム・ピクチュア』（『子連れ狼 冥府魔道』DVD・特典ディスク）